# Åbolands Nation vid Åbo Akademi
Åbolands Nation vid Åbo Akademi (ÅsNa) är en studentnation vid Åbo Akademi. Nationen har till uppgift att "sammanföra åboländskt sinnade studerande vid Åbo Akademi samt att tillvarataga deras gemensamma intressen för hembygd och aktiviteter inom det studentikosa livet."
Nationen grundades år 1977 och är därmed den yngsta nationen vid Åbo Akademi. Till en början hette nationen Pargas Nation och hade under sin storhetstid i början av 1980-talet över 500 medlemmar. Intresset för nationsverksamheten sjönk dock under 1990-talet och föreningen, som då gick under namnet Åbolands Skärgårdsnation, miste en del av sina medlemmar. Efter en paus på några år i början av 2000-talet återupplivades verksamheten år 2004 under det nya namnet Åbolands Nation vid Åbo Akademi. Medlemmarna kommer främst från Åboland men nuförtiden har nationen även medlemmar med ursprung utanför Åboland.